# ヴェヌシア (小惑星)
ヴェヌシア (499 Venusia) は、小惑星帯に位置する小惑星である。
マックス・ヴォルフがハイデルベルクのケーニッヒシュトゥール天文台で発見し、スウェーデン領ヴェン島の別名にちなんで命名された。